# Herbert E. Ives

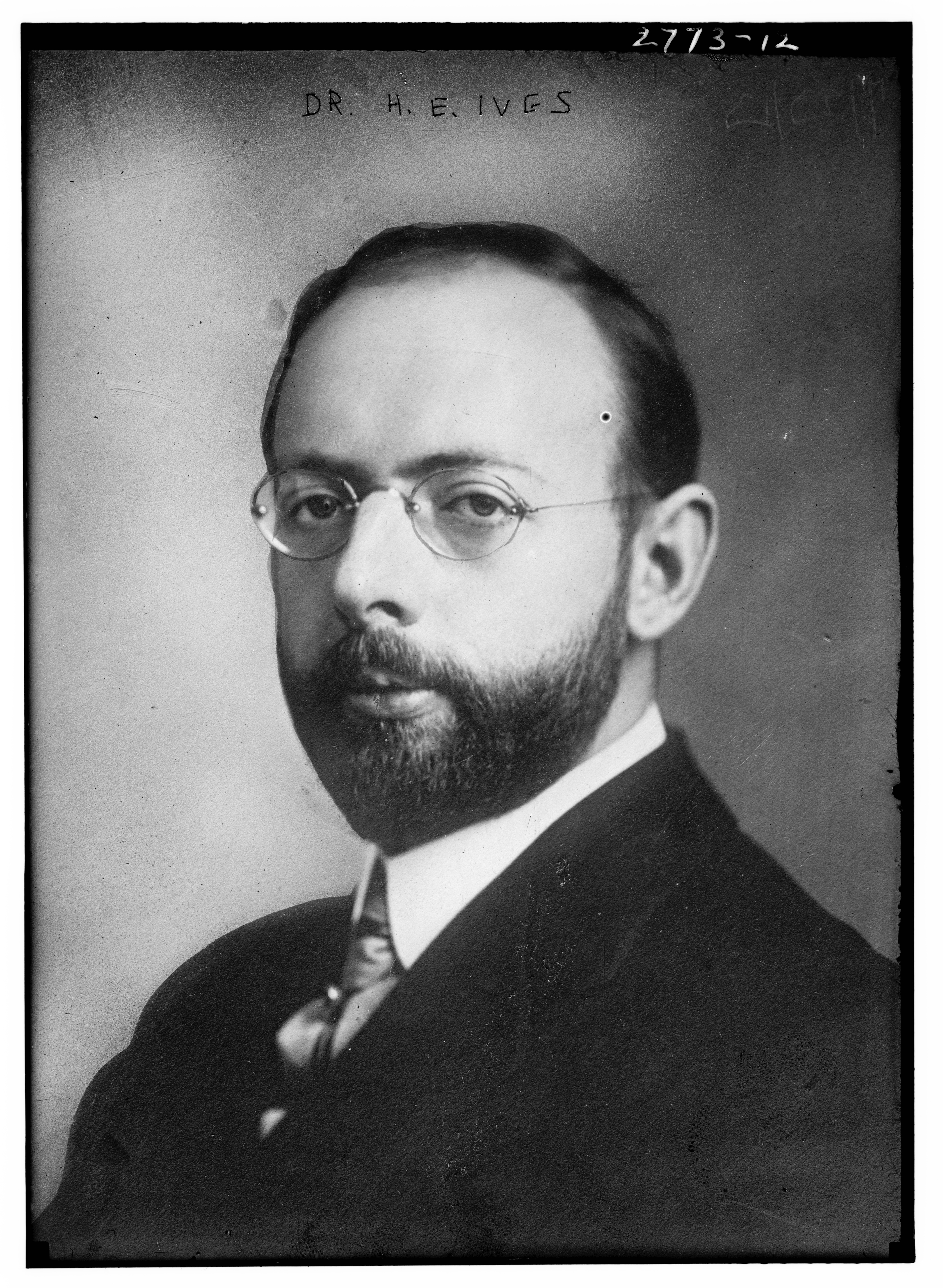
Herbert Eugene Ives

Herbert Eugene Ives (* 21. Juli 1882 in Philadelphia; † 13. November 1953) war ein US-amerikanischer Physiker und Erfinder.

## Leben
Herbert E. Ives studierte an der University of Pennsylvania und an der Johns Hopkins University, wo er 1908 promovierte. Ives lieferte bedeutende Erfindungen für die telegraphische Übertragung von Photographien und er war ein Fernsehpionier. 1917 wurde er in die American Philosophical Society und 1933 in die National Academy of Sciences gewählt. Er war Ehrendoktor der Yale University, des Dartmouth College und der University of Pennsylvania. 1951 erhielt er den Rumford-Preis der American Academy of Arts and Sciences. Für seine Verdienste im Zweiten Weltkrieg erhielt er die Medal for Merit.
1938 gelang Ives und Stillwell erstmals der experimentelle Nachweis und die erste Messung der Zeitdilatation, allerdings unbeabsichtigt und entgegen seiner eigentlichen Intention, denn er wollte die Relativitätstheorie von Albert Einstein eigentlich widerlegen (Ives-Stilwell-Experiment). Ives blieb jedoch weiterhin ein Kritiker der Relativitätstheorie und vertrat in späteren Jahren eine neue Lorentzsche Äthertheorie, welche jedoch von der Fachwelt als unbrauchbar eingestuft wurde.
Der Vater von Herbert Ives, Frederic Eugene Ives (1856–1937), war ebenfalls ein Wissenschaftler und Erfinder.

## Werke
- Ives, H. E. & Stilwell, G. R. (1938): An experimental study of the rate of a moving clock. J. Opt. Soc. Am. 28, 215–226
- Ives, H. E. & Stilwell, G. R. (1941): An experimental study of the rate of a moving clock. II. J. Opt. Soc. Am. 31, 369–374
- H. Ives: Derivation of the Lorentz transformations, Phil. Mag. 7, vol. 39, 1945 S. 392